# Овсянніки (Орічівський район)
Овся́нніки (рос. Овсянники) — присілок у складі Орічівського району Кіровської області, Росія. Входить до складу Спас-Талицького сільського поселення.
Населення становить 6 осіб (2010, 3 у 2002).
Національний склад станом на 2002 рік — росіяни 100 %.